# أمريكا ما بعد العنصرية

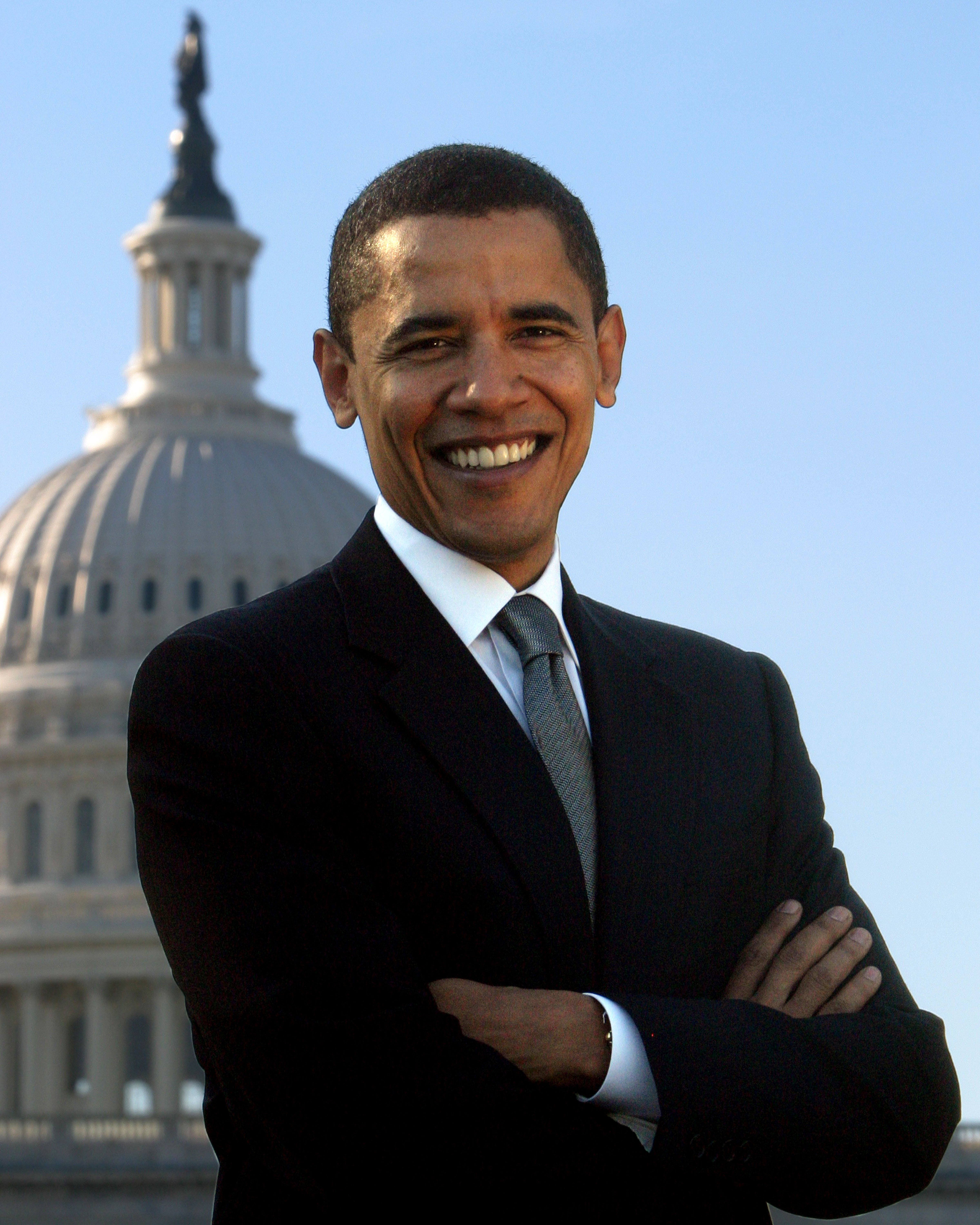
باراك أوباما

أمريكا ما بعد العنصريّة (بالإنجليزيّة: Post-racial America) هي البيئة النظرية التي تخلو فيها الولايات المتحدة من التفضيلات العنصرية والتمييز والأحكام المسبقة.

## أصول المصطلح
يرجع أحد أقدم استخدامات المصطلح إلى 5 أكتوبر 1971، حيث استُخدم المصطلح لوصف الولايات المتحدة في مقال في نيويورك تايمز بعنوان «ميثاق إقامة الجنوب ما بعد العنصريّ». أفاد المقال عن إقامة «مجلس سياسات تنمية الجنوب» في دورهام بكارولينا الجنوبية «بمشاركة نحو 70 سياسيّ وأستاذ جامعيّ يؤمنون بأن منطقتهم ذات الـ60 مليون مواطن دخلت عصرًا ستُستبدل فيه علاقات العِرق عن طريق زيادة السكان والتطور الصناعيّ والتذبذبات الاقتصاديّة».

## الانتخابات الرئاسيّة عام 2008
يرى البعض انتخابات 2008 ووصول باراك أوباما للحكم باعتباره أول رئيس أسود في الولايات المتحدة، أنها علامة على دخول أمريكا للعصر ما بعد العنصريّ بالفعل. فقد قال مذيع الراديو المُحافظ «لو دوبس» في 2009: «إننا في القرن الحادي والعشرين، في مجتمع ما بعد التحزُّب وما بعد العنصريّة» وبعدها بشهرين، قال كريس ماثيوس من إم إس إن بي سي عن الرئيس أوباما «إنه ما بعد عنصريّ بكافة المقاييس، حتى أنني نسيت أنه أسود لمدة ساعة».
وبالرغم من ذلك، تختلف وجهات نظر العامة عن مدى دخول أمريكا لعصر ما بعد العنصريّة تبعًا للعِرق. في استطلاع أجرته إيه بي سي نيوز وواشنطن بوست في ديسمبر 2014، أجاب 50% من ذوي البشرة البيضاء بأنهم يعتقدون أن النظام القضائيّ يعامل كل الأعراق بمساواة، بينما أجاب بذلك 10% من الأمريكيين الإفريقيين فقط. وفي ربيع 2015، طبقًا لاستطلاع غالوب، اعتبر 13% من الأمريكيين السود أن العلاقات العِرقيّة هي المشكلة الأهم التي تواجهها الولايات المتحدة، مقارنة بـ4% من الأمريكيين البيض.
تؤكِّد الحُجج المعارضة لصحة دخول أمريكا لعصر ما بعد العنصريّة على معاملة الأمريكيين الإفريقيين والأعراق الأخرى من الأقليات في النظام القضائيّ وتفاعلهم مع الشرطة. حيث شاع قتل الأمريكيين الإفريقيين العُزَّل، من قِبل الشرطة. وطبقًا لدراسة في الغارديان عام 2015، قتل ضباط الشرطة في الولايات المتحدة 7.13 أمريكيّ أسود لكل مليون، مقارنة بـ2.91 أبيض لكل مليون. وعلاوة على ذلك:
لهؤلاء القتلى تأثير ملحوظ على تصور العامة عن العلاقات العِرقيّة في أمريكا. تضاءلت نسبة الـ13% من الأمريكيين السود الذين رأوا مسألة العِرق الأكثر إلحاحًا في أمريكا في استطلاع غالوب ربيع عام 2015 بنسبة 3% التي سجلتها غالوب في بداية 2014. وارتفعت نسبة الأمريكيين البيض الذين رأوا العِرق هي المسألة الأكثر أهمية إلى 4% من 1% بين عامي 2015 و 2014.
ولذلك يدحض بعض الأكاديميون والصحفيون فكرة دخول أمريكا إلى مرحلة ما بعد العنصريّة، كرد فعل على حوادث القتل المتعددة، مثل مايكل براون وأريانا جونز وترايفون مارتن ولاكان ماكدونالد وتامر ريس ووالتر سكوت، وموت فريدي غراي من إصابة بالحبل الشوكيّ أثناء وجوده تحت حجز الشرطة. كتب تا-نهیسی کوتس في «ذا أتلانتك» في 2015 أن عبارة «أمريكا ما بعد العنصريّة» منتشرة في البرامج الحواريّة وبرامج الأخبار فقط لقياس مدى التقدُّم في عصر باراك أوباما. وكتبت آنا هولمز في نيويورك تايمز: «لازال الاسترقاق العنصريّ والإرث الذي خلَّفه يُشكِّلان المجتمع الأمريكيّ. يبدو أن رغبة بعض الأمريكيين البيض أن يحرروا أنفسهم من عبء التعامل مع هذا الإرث هي سبب نشوء مصطلح أمريكا ما بعد العنصريّة».
يجادل آخرون أن السياسة ما بعد العنصريّة تُمجِّد من الأفعال العنيفة لإيصال فرص اقتصاديّة متكافئة وتقلل من إساءات الشرطة، بدون التخطيط لإطار للهوية العِرقيّة. وتحت هذه الرؤية لا يوجد إدعاء بأن أمريكا وصلت لمجتمع ما بعد عنصريّ بالكامل، ويدعي البعض أن الأخبار موجهة إلى تعظيم الصراع العنصريّ، فتكون الأخبار التي تشير إلى الانسجام العِرقيّ بلا أهمية إخباريًا، ومثل هذا التحيُّز الإعلاميّ يعمل على إشعال الانشقاق بين الأعراق.
لا يوجد قياس حقيقيّ لعلاقات الأعراق يمكنه أن يغفل التعامل اليوميّ بين الأمريكيين، أثناء تعامل الأشخاص من الخلفيات المختلفة. حيث تشير تلك الرؤية إلى التقاط الإعلام أكثر الأحداث سخونة وغضبًا حتى لو لم تكن تلك الأحداث شائعة، وبالتالي تشوه فكرة تقدُّم أمريكا ما بعد العنصريّة. تُقام الفرضيّة المركزية بشأن حل مشكلة الممارسة ما بعد العنصريّة على محاولة السعي إلى «تفسيرات بديلة» عندما تنشأ الصراعات (مثل افتراض دوافع غير عنصريّة في الآخرين)، من أجل إيجاد أرضيّة مشتركة للتفاهم لحل الصراعات.
انعكس انقسام الرأي العام حول حالة العِرق في أمريكا في ردود الفعل على حركة «حياة السود مهمة». حيث استخدم بعض الناس، وسياسيّون، مصطلح «كل الحيوات مهمة». فبعد إطلاق النار على مساعد مأمور شرطة في تكساس، مقاطعة هاريس، وقتله أثناء ضخ الغاز في أغسطس، ادعى المأمور رون هيكمان أن نشطاء حركة «حياة السود مهمة» شاركوا في هذا القتل، قائلًا: لقد سمعنا بحركة «حياة السود مهمة»، كل الحيوات مهمة، حسنًا، حياة ضباط الشرطة مهمة أيضًا. فلماذا لا نلقي هذا المعيار جانبًا ونقول أن كل الحيوات مهمة فحسب.
انتقد مؤيدو حركة «حياة السود مهمة» الجملة الأخرى «كل الحيوات مهمة»، قائلين أنها تقلل من الأخطار التي يواجهها الأمريكيين السود. قال الرئيس أوباما في أكتوبر: «هناك مشكلة تحدث في المجتمعات الإفريقيّة الأمريكيّة لا تحدث في المجتمعات الأخرى». كتب أندرو روزنتال في نيويورك تايمز: «المغزى من حركة حياة السود مهمة، هو التأكيد على أن حياة الأمريكيين الإفريقيين تواجه مخاطر وتهديدات قاتلة من قبل ميلاد هذا البلد».
يمكن الكشف عن الانقسامات العنصريّة المتواصلة في الولايات المتحدة بالنظر في الديموغرافيا. على سبيل المثال، يُشكِّل الإفريقيين الأمريكيين أقل من 15% من عدد سكان ميشيجان، بينما يُشكِّلون 82% من سكان أكبر مدينة بالولاية: ديترويت، وكأي مدينة تحتوي على سكان أغلبيتهم من السود فهي ذات خدمات عامة رديئة ومدارس منفصلة وتضاؤل في القواعد الضريبيّة.
يحدث المثل في لويزيانا، تلك الولاية التي تحتوي على 64% من سكانها من البيض حسب مسح 2010، ولكن المدينة الأكبر فيها، مدينة نيو أوريلانز، تحتوي على 60% من السود. يحدث المزيد من الفصل في نيو أوريلانز: فالحي التاسع على سبيل المثال يتكون من 97% من السود. كانت تلك المنطقة التي تعرَّضت لإعصار كاترينا والفيضان التالي لها، وكانت استجابة الحكومة لهذه الكارثة دليل على استمرار العنصريّة في الولايات المتحدة. كان معظم الضحايا من السود والفقراء، وكانت الطبقة الاجتماعيّة عامل رئيس في تحديد الذين سيتلقون الحماية من الفيضان، ومن بإمكانهم أن يخرجوا قبل العاصفة، فقد كانوا من الطبقات الأكثر ثراءً. قرر الرئيس جورج بوش أن الفقر كان عاملًا وقال: «لهذا الفقر جذور في تاريخ التمييز العنصريّ، منعت أجيال من الفرص في أمريكا».

## التداعيات السياسيّة
لعبت فكرة أمريكا ما بعد العنصريّة دورًا في قرار واحد على الأقل للمحكمة العليا في الولايات المتحدة. في قضية Shelby County v. Holder عام 2013، أبطلت المحكمة جزء من قانون حقوق التصويت لعام 1965، والذي تطلب من تسع ولايات ذات تاريخ من التمييز العنصريّ أن تحصل على موافقة فيدراليّة لأي تغيير في قوانين الانتخابات الخاصة بها. قال القضاة "لقد تغيرت بلادنا". وأضافوا أنه منذ عقود، بعد تمرير قانون حقوق الانتخاب "اختفت اختبارات التصويت، وانتهت التباينات في تسجيل الناخبين ونال الأمريكيّون الإفريقيّون حقهم في الدخول للمجالس السياسية. إن معادلة التغطية التي أقرَّها الكونغرس في 2006 تهمل هذه التطورات، وتحتفظ ببيانات عمرها عقود تنتمي لمشاكل ذات عمر أطول، بدلًا من الاعتماد على البيانات الحالية التي توضح الاحتياجات الحالية. أثيرت قضايا شبيهة مثل Fisher v. University of Texas في تحدي لسياسات التمييز الإيجابيّ عام 2016.